# عين أدان
عين أدان بلدية في دائرة سفيزف في ولاية سيدي بلعباس شمال غرب الجزائر.